# Ulli Herzog
Ulrich „Ulli“ Herzog (* 9. Juni 1938 in Königsberg, Ostpreußen; † 1. März 2003 in Grömitz) war ein deutscher Hörspiel-Regisseur, Autor und Hörspielsprecher. Weit über 100 Millionen Mal wurden allein seine Kinder-Hörspielserien Benjamin Blümchen und Bibi Blocksberg verkauft. Bei beiden Produktionen war Ulli Herzog Regisseur der ersten Stunde und später auch als Autor aktiv. Insgesamt führte er Regie bei rund 800 Hörspiel-Produktionen wie Jan Tenner oder Bibi und Tina, davon rund 300 für den SFB und den BR. Darüber hinaus war Herzog als Moderator für Hörfunk und Fernsehen tätig.

## Biografie

### Kindheit und Ausbildung
Geboren wurde Ulrich Herzog am 9. Juni 1938 im ostpreußischen Königsberg als Sohn eines Textil-Ingenieurs (1943 gefallen) und einer Hauswirtschaftslehrerin. 1944 wurde er in Ostpreußen eingeschult. Dann flüchtete er zusammen mit seiner Mutter, seinem Bruder (* 1939) und seiner Schwester (* 1941) zu den Großeltern ins ostwestfälische Bethel. Hier legte Herzog 1958 sein Abitur ab. Wenig später wurde er an der Max-Reinhardt-Schauspielschule in Berlin angenommen. Nach verschiedenen Auftritten auf der Bühne wechselte er 1961 das Fach und wurde Nachrichten- und Programmsprecher beim Sender Freies Berlin (SFB).

### Radio und Fernsehen
Als 1967 mit S-F-Beat|s-f-beat eine der ersten Radio-Jugendsendungen auf Sendung ging, war Ulli Herzog maßgeblich an der Konzeption beteiligt. Er moderierte die Sendung von 1967 bis 1974. Über zwei Jahrzehnte hinweg führte er zudem als Moderator durch die Vormittagssendung Rund um die Berolina. Als Regisseur zeichnete er für zahlreiche erfolgreiche Hörfunk-Sendereihen, wie Sonntags immer oder Wir um Zwanzig, verantwortlich.
Anfang der 1970er Jahre heuerte Ulli Herzog beim SFB-Kinderhörfunk an; die nachfolgende Zusammenarbeit erstreckte sich über einen Zeitraum von mehr als zwanzig Jahren. Beim SFB – und später beim BR – übernahm er die Regie für rund 300 Hörspiele, unter anderem für die Sendereihe Ohrenbär.
Als TV-Nachrichtensprecher war er darüber hinaus regelmäßig vor der Kamera zu sehen, darunter in der Umschau und der Berliner Abendschau des SFB sowie in der Sendung Blick in die Presse.
Neben seiner Tätigkeit für den SFB wirkte Herzog ab Mitte der 1970er Jahre als Regisseur und Autor für das Kinder-Label Kiosk, heute Kiddinx. Hier erarbeitete er zahlreiche Hörspielserien, u. a. Xanti, Käpt’n Kux & Co., Odysseus, Die Nibelungen, Die kleinen Detektive sowie Ullis Gute-Nacht-Geschichten.

### Benjamin Blümchen und Bibi Blocksberg
Ebenfalls Mitte der 1970er Jahre suchte die Kinderbuchautorin Elfie Donnelly einen Produzenten für ihr Hörspiel, das die Abenteuer eines sprechenden Elefanten thematisierte. Der SFB hatte das Projekt im Vorfeld abgelehnt. Herzog stellte Donnelly daraufhin dem Unternehmer Karl Blatz vor. Es war die Geburtsstunde von Benjamin Blümchen. Im September 1977 begann die Produktion im angemieteten Berliner Kirchenfunkstudio. Ulli Herzog führte Regie. Für die Titelrolle besetzte er Edgar Ott, nach dessen Tod im Jahr 1994 übernahm Jürgen Kluckert die Vertonung der Figur. 1980 begann die Produktion von Bibi Blocksberg mit Elfie Donnelly als Autorin, Karl Blatz als Produzenten, Ulli Herzog als Regisseur und Jutta Buschenhagen als Redakteurin. Benjamin Blümchen und Bibi Blocksberg verkauften sich in den nachfolgenden Jahren millionenfach und zählten zu den beliebtesten Kinderhörspielserien im deutschsprachigen Raum.
Als Elfie Donnelly 1989 ihre Autorentätigkeit für die beiden Serien aufgab, setzte Herzog unter dem Pseudonym Ulf Tiehm ihre Arbeit fort. Im Laufe der Jahre verfasste er über 100 weitere Hörspielepisoden, ferner zahlreiche Liedtexte, darunter für den Benjamin-Blümchen-Liederzoo. Auf der Leinwand, im Fernsehen und auf Video sind Benjamin Blümchen und Bibi Blocksberg inzwischen international gefragte Kinderproduktionen. Als Autor und Tonregisseur war Herzog bis zu seinem Tod in alle Produktionsschritte eingebunden.

### Weitere Produktionen
Neben seiner Sprechertätigkeit für den SFB war Herzog als Synchronsprecher tätig. In 198 Folgen der US-Krimiserie FBI mit Efrem Zimbalist fungierte er als Erzähler.
Einen weiteren Hörspiel-Hit landete Ulli Herzog 1980 mit Jan Tenner, ebenfalls erschienen bei Kiosk, heute Kiddinx. Bis in die Gegenwart hat die aufwendig produzierte Science-Fiction-Serie (Classic-Serie 1980–1989, Die neue Dimension 2000–2002, Der neue Superheld seit 2019) eine treue Fangemeinde. Herzog führte bei Jan Tenner nicht nur von Anfang an Regie, sondern trat als Erzähler auf.
Zu einem Verkaufserfolg wurde auch die Bibi-Blocksberg-Spin-off-Serie Bibi und Tina. Für sie war Herzog als Regisseur und unter dem Pseudonym Ulf Tiehm auch als Autor tätig. Kurz vor seinem Tod im Jahr 2003 führte er Regie bei der ersten Folge der neuen Elfie-Donnelly-Hörspielreihe Elea Eluanda. Im Mittelpunkt stehen die Abenteuergeschichten eines 13-jährigen Mädchens, das bei einem Unfall beide Eltern verloren hat und seitdem im Rollstuhl sitzt.

### Tod

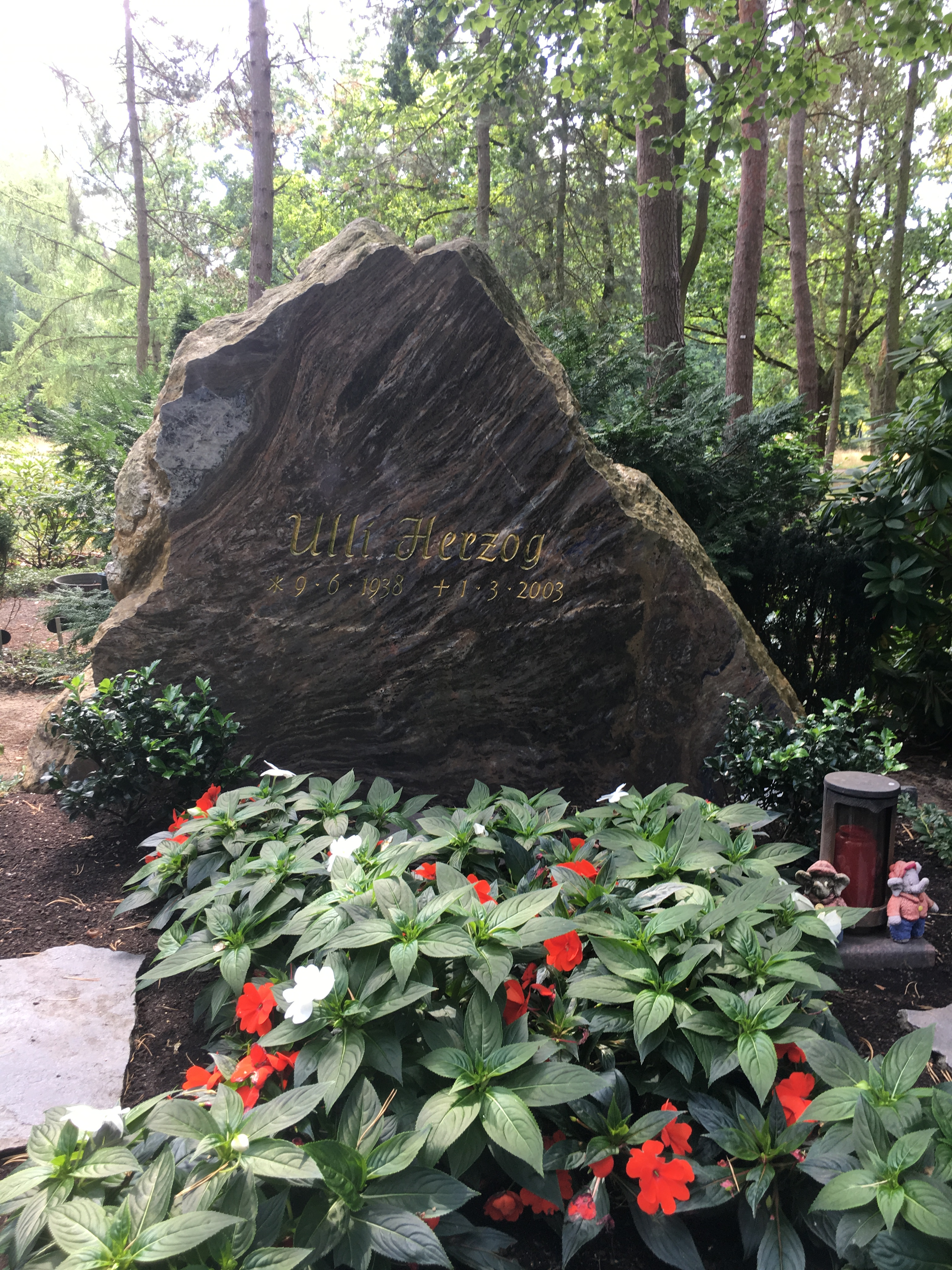
Grab von Ulli Herzog

Ulli Herzog verstarb am 1. März 2003 in Grömitz völlig unerwartet im Alter von 64 Jahren an Herzversagen. Er wurde auf dem Waldfriedhof in Berlin-Zehlendorf beerdigt (Grablage 060-132). Er war zweimal verheiratet, in erster Ehe ab 1966 mit Monika Vogt, in zweiter Ehe ab 1996 mit Jutta Buschenhagen. Er hinterließ zwei Kinder, Andreas (* 1966) und Anja (* 1971).

## Werke
Ulli Herzog führte Regie bei rund 800 Hörspielen und Tonregie bei fast 100 Filmen. Er schrieb über 100 Hörspiele und über 100 Liedertexte.
- Benjamin Blümchen
seit 1977: Regie bei den ersten 96 Hörspielepisoden, seit 1989 auch Autor; Tonregie bei der Benjamin-Blümchen-Zeichentrickserie und beim Benjamin-Blümchen-Kinofilm Seine schönsten Abenteuer
- Bibi Blocksberg
seit 1980: Regie bei 78 Hörspielepisoden, seit 1989 auch Autor; Tonregie bei der Bibi-Blocksberg-Zeichentrickserie
- Bibi und Tina
seit 1991: Regie und Autor für 47 Hörspielepisoden
- Jan Tenner
1980–1989, 2000–2002 (Neuauflage): Regie und Erzähler
- Elea Eluanda
seit 2003: Regie der ersten Elea-Eluanda-Folge